# Taden
Taden – miejscowość i gmina we Francji, w regionie Bretania, w departamencie Côtes-d’Armor.
Według danych na rok 1990 gminę zamieszkiwało 1698 osób, a gęstość zaludnienia wynosiła 84 osoby/km² (wśród 1269 gmin Bretanii Taden plasuje się na 371. miejscu pod względem liczby ludności, natomiast pod względem powierzchni na miejscu 494.).